# Христо Попов (актьор)
Вижте пояснителната страница за други личности с името Христо Попов.
Христо Крумов Попов е български театрален актьор.

## Биография и творчество
Христо Попов е роден на 18 март 1937 г. в с. Мала църква, Самоковско. Завършва актьорско майсторство във ВИТИЗ в София (1964) при проф. Желчо Мандаджиев. Артист в театрите в Плевен (1964 – 1966), Габрово (1968 – 1971), Шумен (1972 – 1976) и в Софийски окръжен театър с база в Ботевград (от 1976). Директор на театрите в Габрово (1968 – 1971), Шумен (1972 – 1976) и Разград (1987 – 1990). С успех пресъздава жизнени и пълнокръвни образи на герои от съвременни пиеси.
Участва и в Телевизионния театър. Изнася рецитали по стихове на Пеньо Пенев, Димитър Методиев и Иван Радоев. Преподава актьорско майсторство на оперетния артист Минко Босев.
Носител на звание „Заслужил артист“ (1982). Носител на орден „Кирил и Методий“ II степен (1974) и орден „Кирил и Методий“ I степен (1984). Получава втора награда на Шести национален преглед на българската драма и театър (1979).

## Роли
- Петручио („Укротяване на опърничавата“ от Уилям Шекспир)
- Аким („Силата на мрака“ от Лев Толстой)
- Горан („Халосникът“ от Цанко Церковски)
- Калоян („Калоян“ от Камен Зидаров)
- Д-р Шомов („Рози за д-р Шомов“ от Драгомир Асенов)
- Страхил Ириданов („Атестация“ от Лозан Стрелков)
- Княз Борис I („Войната, която не остана последна“ и „Монахът и неговите синове“ от Милко Милков)
- Марин („Обикновено срутване“ от Дончо Цончев)

ТВ театър
- „Магелан“ (1981) (Еманюел Роблес)
- „Тузлушка история“ (1980) (Кольо Георгиев)

След пенсионирането си през 1996 г. се занимава с режисура. Прави постановки в любителските театри на Костинброд, Своге и Гара Бов. Някои от тези постановки са получили награди за цялостен спектакъл и индивидуални актьорски на фестивалите в Каварна и Тополовград.

## Филмография
- Адрес (1979) - бай Георги, главния готвач
- Минчовци (1975) - бай Минчо, бригадир на строителна бригада